# نادية بواري
نادية بواري (بالإنجليزية: Nadia Buari)‏ (من مواليد 21 نوفمبر 1981) هي عارضة أزياء سابقة ومُمثلة غانية. رُشحت نادية سنة 2009 للتنافُس على جائزة الأكاديمية الأفريقية للأفلام لأفضل ممثلة في دور رئيسي عن دورها في فيلم «عذاب المسيح» (بالإنجليزية: Agony of Christ)‏. وفي سنة 2014، فازت نادية بواري بجائزة الاعتراف الخاصة في إطار حفل توزيع جوائز أفريقيا ماجيك للمشاهدين.

## أعمالها
```
فيما يلي بعض من الأفلام التي شاركت فيها نادية بواري:
```

- عذاب المسيح (بالإنجليزية: Agony of Christ)‏ (2009.
- قلب الرجال (بالإنجليزية: Heart of Men)‏ (2009).
- التمسك بالأمل (بالإنجليزية: Holding Hope)‏ (2010).
- تشيلسي (بالإنجليزية: Chelsea)‏ (2010).
- شيكمايت (بالإنجليزية: Checkmate)‏ (2010).
- عازب ومُتزوج (بالإنجليزية: Single and Married)‏ (2012).
- أبطال وأصفار (بالإنجليزية: Heroes & Zeros)‏ (2012).
- سائق أمريكي (بالإنجليزية: American Driver)‏ (2017).

## روابط خارجية
نادية بواري على موقع IMDb (الإنجليزية)
- نادية بواري على موقع قاعدة بيانات الفيلم (الإنجليزية)